# Bitbucket (website)
Bitbucket is een softwareontwikkelingsplatform waar gezamenlijk aan programmeerprojecten gewerkt kan worden. In 2010 werd Bitbucket opgekocht door Atlassian. Code wordt sindsdien met Git of Mercurial opgeslagen, en Bitbucket werkt via het ticketvolgsysteem ook nauw samen met de projectbeheersoftware Jira.